# チバザビーフ
チバザビーフは日本の千葉県産銘柄牛の総称。
2016年には東京都中央卸売市場食肉市場で開催された「東京食肉市場まつり2016」において、推奨銘柄に指定された。

## 概要
千葉県は「日本の酪農発祥の地」（安房国嶺岡、現南房総市）とされ、2018年の畜産業の産出額は1287億円で、全国5位である。個別にみると、豚が日本3位、鶏卵が日本2位、乳牛が日本4位といずれも都道府県別で上位を占めるが、牛肉のみ日本20位となっている。しかしながら、千葉県内の牛肉産出額は2008年は48億円だったものが2018年には98億円に増加しており、成長率204%は日本1位となっている。日本人の肉食化の高まりや、日本国外からの観光客の日本産牛肉志向もあり、千葉県産を含む日本産牛肉の平均価格は2008年からの10年間で約4割上昇している。一方、日本全体では生産者の高齢化に伴い、牛の飼育数は10年間で約7%減少しているが、千葉県では生産者の法人化などによって大規模生産者が増えたこともあり、逆に35%増加している。また、以前は余った乳牛を食肉化していたが、若手生産者によって、雌の乳牛と雄の和牛から生まれる交雑牛を増やしたことで肉質が向上している。
こういった流れの上で、生産者や出荷団体などが連携し、千葉県産牛肉のうち、肉質が一定以上のものを「うまい牛肉チバザビーフ」と銘打った統一ブランド化を推進した。

## 参加銘柄牛肉
2020年時点で、以下の銘柄牛肉がチバザビーフに参加している。
黒毛和牛
- かずさ和牛
- みやざわ和牛
- しあわせ満天牛
- 千葉若潮牛
交雑牛もある。
- 卯の花牛
交雑牛もある。

交雑牛
- みやざわ牛
- しあわせ絆牛
- ナイスビーフ
- 八千代黒牛

乳用牛
- 千葉しあわせ牛
- 八千代ビーフ